# 雨虹 -no rain, no rainbow-
「雨虹 –no rain, no rainbow-」（あめにじ ノー・ペイン・ノー・レインボウ）は、日本のヒップホップシンガーMiss Mondayの通算10枚目のシングルである。2006年5月24日発売。発売元はエピックレコードジャパン。

## 概要
- タイトルはハワイのことわざ「雨なくして虹はなし（ノー・レイン・ノー・レインボー）から取られている。
- PV監督は高城明久。

## 収録曲
1. 雨虹 –no rain, no rainbow-(4:11)
作詞：Miss Monday・HIEDA・U.M.E.D.Y.・DJ ETSU、作曲：HIEDA・U.M.E.D.Y.
2. 約束 (4:49)
作詞：Miss Monday・HIEDA・U.M.E.D.Y.・DJ ETSU、作曲：HIEDA・U.M.E.D.Y.
3. 雨虹 -no rain, no rainbow- SpaceboyBoogieX remix (4:23)
4. Monday Classics mixed by DJ KAORI(9:56)

## 収録アルバム

### 雨虹 –no rain, no rainbow-
- オリジナル『&I』（2006年6月21日）
- ベスト『FOOTSTAMP vol.1』（2007年7月18日）

### 約束
- オリジナル『&I』（2006年6月21日）
- ベスト『FOOTSTAMP vol.1』（2007年7月18日）

## タイアップ
- 毎日放送・TBS系『世界ウルルン滞在記』2006年4月 - 6月度エンディングテーマ（#1）